# Worthing (circonscription du Parlement britannique)
Worthing était une circonscription électoral britannique située dans le West Sussex, centrée sur la ville de Worthing dans le West Sussex. Elle désignait un député à la Chambre des communes du Royaume-Uni, élu au scrutin uninominal majoritaire à un tour.

## Histoire
La circonscription a été créée pour les élections générales de 1945 en divisant Horsham et Worthing (circonscription du Parlement britannique), puis supprimée pour les élections générales de 1997. Son territoire a ensuite été divisé entre les nouvelles circonscriptions de Worthing-Ouest et East Worthing et Shoreham.

## Députés
| Election | Election | Member                    | Party                     |
| -------- | -------- | ------------------------- | ------------------------- |
|          | 1945     | Sir Otho Prior-Palmer     | Conservateur              |
|          | 1964     | Sir Terence Higgins       | Conservatuer              |
|          | 1997     | circonscription supprimée | circonscription supprimée |

## Élections

### Élections dans les années 1940
| Parti              | Parti                                  | Candidat                | Voix   | %     | ± |
| ------------------ | -------------------------------------- | ----------------------- | ------ | ----- | - |
|                    | Conservateur                           | Otho Prior-Palmer       | 31,337 | 64,45 | ' |
|                    | Travailliste                           | Arthur Wellesley Wright | 11,570 | 23,43 |   |
|                    | Liberal                                | Walter Parnell-Smith    | 6,483  | 13,13 |   |
| Majorité           | Majorité                               | Majorité                | 19,767 | 40,02 |   |
| Participation      | Participation                          | Participation           | 49,390 | 72,21 |   |
| Registre électeurs | Registre électeurs                     | Registre électeurs      | 68,393 |       |   |
|                    | Conservateur vainqueur (nouveau siège) |                         |        |       |   |

### Élections dans les années 1950
| Parti              | Parti                 | Candidat              | Voix   | %     | ±      |
| ------------------ | --------------------- | --------------------- | ------ | ----- | ------ |
|                    | Conservateur          | Otho Prior-Palmer     | 29,475 | 66,76 | +3.31  |
|                    | Travailliste          | E Duchin              | 10,028 | 22,71 | -0.72  |
|                    | Liberal               | William Horne         | 4,647  | 10,53 | -2.60  |
| Majorité           | Majorité              | Majorité              | 19,447 | 44,05 | +4.03  |
| Participation      | Participation         | Participation         | 44,150 | 83,98 | +11.77 |
| Registre électeurs | Registre électeurs    | Registre électeurs    | 52,573 |       |        |
|                    | Conservateur maintien | Conservateur maintien | Swing  | +2.02 |        |

| Parti              | Parti                 | Candidat              | Voix   | %     | ±     |
| ------------------ | --------------------- | --------------------- | ------ | ----- | ----- |
|                    | Conservateur          | Otho Prior-Palmer     | 32,302 | 74,63 | +7.87 |
|                    | Travailliste          | Gerry Reynolds        | 10,978 | 25,37 | +2.66 |
| Majorité           | Majorité              | Majorité              | 21,324 | 49,26 | +5.21 |
| Participation      | Participation         | Participation         | 43,280 | 79,96 | -4.02 |
| Registre électeurs | Registre électeurs    | Registre électeurs    | 54,125 |       |       |
|                    | Conservateur maintien | Conservateur maintien | Swing  | +2.61 |       |

| Parti              | Parti                 | Candidat              | Voix   | %     | ±     |
| ------------------ | --------------------- | --------------------- | ------ | ----- | ----- |
|                    | Conservateur          | Otho Prior-Palmer     | 31,106 | 77,12 | +2.49 |
|                    | Travailliste          | Brian Ronald Stevens  | 9,231  | 22,88 | -2.49 |
| Majorité           | Majorité              | Majorité              | 21,875 | 54,24 | +4.98 |
| Participation      | Participation         | Participation         | 40,337 | 72,75 | -7.21 |
| Registre électeurs | Registre électeurs    | Registre électeurs    | 55,449 |       |       |
|                    | Conservateur maintien | Conservateur maintien | Swing  | +2.49 |       |

| Parti              | Parti                 | Candidat              | Voix   | %     | ±     |
| ------------------ | --------------------- | --------------------- | ------ | ----- | ----- |
|                    | Conservateur          | Otho Prior-Palmer     | 31,396 | 68,16 | -8.96 |
|                    | Travailliste          | Frederick Roy Mason   | 7,618  | 16,54 | -6.34 |
|                    | Liberal               | Deryck Abel           | 7,045  | 15,30 | New   |
| Majorité           | Majorité              | Majorité              | 23,778 | 51,62 | -2.62 |
| Participation      | Participation         | Participation         | 46,059 | 76,12 | +3.37 |
| Registre électeurs | Registre électeurs    | Registre électeurs    | 60,505 |       |       |
|                    | Conservateur maintien | Conservateur maintien | Swing  | -1.31 |       |

### Élections dans les années 1960
| Parti              | Parti                 | Candidat              | Voix   | %     | ±      |
| ------------------ | --------------------- | --------------------- | ------ | ----- | ------ |
|                    | Conservateur          | Terence Higgins       | 30,203 | 61,02 | -7.14  |
|                    | Liberal               | Paul L Rose           | 11,320 | 22,87 | +7.57  |
|                    | Travailliste          | Russell L Butler      | 7,976  | 16,11 | -0.43  |
| Majorité           | Majorité              | Majorité              | 18,883 | 38,15 | -13.48 |
| Participation      | Participation         | Participation         | 49,499 | 79,93 | +3.81  |
| Registre électeurs | Registre électeurs    | Registre électeurs    | 61,931 |       |        |
|                    | Conservateur maintien | Conservateur maintien | Swing  | -7.36 |        |

| Parti              | Parti                    | Candidat              | Voix   | %     | ±     |
| ------------------ | ------------------------ | --------------------- | ------ | ----- | ----- |
|                    | Conservateur             | Terence Higgins       | 29,903 | 59,59 | -1.43 |
|                    | Travailliste             | Anthony Lester        | 10,281 | 20,49 | +4.38 |
|                    | Liberal                  | Robert Roberts        | 8,955  | 17,84 | -5.03 |
|                    | Conservateur indépendant | Edward Moloney        | 1,044  | 2,08  | New   |
| Majorité           | Majorité                 | Majorité              | 19,622 | 39,10 | +0.95 |
| Participation      | Participation            | Participation         | 50,183 | 75,71 | -4.22 |
| Registre électeurs | Registre électeurs       | Registre électeurs    | 66,279 |       |       |
|                    | Conservateur maintien    | Conservateur maintien | Swing  | -2.91 |       |

### Élections dans les années 1970
| Parti         | Parti                 | Candidat              | Voix   | %     | ± |
| ------------- | --------------------- | --------------------- | ------ | ----- | - |
|               | Conservateur          | Terence Higgins       | 33,051 | 65,61 | ' |
|               | Travailliste          | Suzanne M Bartlett    | 8,989  | 17,84 |   |
|               | Liberal               | Michael J Rooke       | 8,336  | 16,55 |   |
| Majorité      | Majorité              | Majorité              | 24,062 | 47,77 |   |
| Participation | Participation         | Participation         | 50,376 | 69,99 |   |
|               | Conservateur maintien | Conservateur maintien | Swing  |       |   |

| Parti         | Parti                 | Candidat              | Voix   | %     | ± |
| ------------- | --------------------- | --------------------- | ------ | ----- | - |
|               | Conservateur          | Terence Higgins       | 33,613 | 59,41 | ' |
|               | Liberal               | MHC Foley             | 14,683 | 25,95 |   |
|               | Travailliste          | Michael Neves         | 8,286  | 14,64 |   |
| Majorité      | Majorité              | Majorité              | 18,930 | 33,46 |   |
| Participation | Participation         | Participation         | 56,582 | 78,43 |   |
|               | Conservateur maintien | Conservateur maintien | Swing  |       |   |

| Parti         | Parti                 | Candidat              | Voix   | %     | ± |
| ------------- | --------------------- | --------------------- | ------ | ----- | - |
|               | Conservateur          | Terence Higgins       | 30,036 | 58,19 | ' |
|               | Liberal               | MHC Foley             | 12,691 | 24,59 |   |
|               | Travailliste          | Michael Neves         | 8,890  | 17,22 |   |
| Majorité      | Majorité              | Majorité              | 17,345 | 33,60 |   |
| Participation | Participation         | Participation         | 51,617 | 71,10 |   |
|               | Conservateur maintien | Conservateur maintien | Swing  |       |   |

| Parti         | Parti                 | Candidat              | Voix   | %     | ±   |
| ------------- | --------------------- | --------------------- | ------ | ----- | --- |
|               | Conservateur          | Terence Higgins       | 33,624 | 61,22 | '   |
|               | Liberal               | B Sudbury             | 13,244 | 24,11 |     |
|               | Travailliste          | K Underwood           | 7,163  | 13,04 |     |
|               | National Front        | A Hough               | 893    | 1,63  | New |
| Majorité      | Majorité              | Majorité              | 20,380 | 37,11 |     |
| Participation | Participation         | Participation         | 54,924 | 73,27 |     |
|               | Conservateur maintien | Conservateur maintien | Swing  |       |     |

### Élections dans les années 1980
| Parti         | Parti                 | Candidat              | Voix   | %    | ±    |
| ------------- | --------------------- | --------------------- | ------ | ---- | ---- |
|               | Conservateur          | Terence Higgins       | 32,807 | 60,9 | -0.3 |
|               | Alliance              | Bob Clare             | 17,554 | 32,6 | +8.5 |
|               | Travailliste          | Ashley Minto          | 3,158  | 5,7  | -6.3 |
|               | National Front        | Martin Wingfield      | 292    | 0,5  | New  |
|               | BNP                   | D Monks               | 103    | 0,2  | New  |
| Majorité      | Majorité              | Majorité              | 15,253 | 28,3 | -8.8 |
| Participation | Participation         | Participation         | 53,914 | 71,2 | -2.1 |
|               | Conservateur maintien | Conservateur maintien | Swing  |      |      |

| Parti         | Parti                 | Candidat              | Voix   | %    | ±    |
| ------------- | --------------------- | --------------------- | ------ | ---- | ---- |
|               | Conservateur          | Terence Higgins       | 34,579 | 61,7 | +0.8 |
|               | Alliance              | Bob Clare             | 16,072 | 28,7 | -3.9 |
|               | Travailliste          | Jim L.W. Deen         | 5,387  | 9,6  | +3.9 |
| Majorité      | Majorité              | Majorité              | 18,501 | 33,0 | +4.7 |
| Participation | Participation         | Participation         | 56,032 | 72,8 | +1.6 |
|               | Conservateur maintien | Conservateur maintien | Swing  |      |      |

### Élections dans les années 1990
| Parti         | Parti                 | Candidat              | Voix   | %    | ±    |
| ------------- | --------------------- | --------------------- | ------ | ---- | ---- |
|               | Conservateur          | Terence Higgins       | 34,198 | 57,0 | -4.7 |
|               | Libéral Démocrate     | Sue Bucknall          | 17,665 | 29,4 | +0.7 |
|               | Travailliste          | Jim L.W. Deen         | 6,679  | 11,1 | +1.5 |
|               | Green                 | P.J. Beever           | 806    | 1,3  | New  |
|               | Libéral               | Nicholas J. Goble     | 679    | 1,1  | New  |
| Majorité      | Majorité              | Majorité              | 16,533 | 27,5 | -5.5 |
| Participation | Participation         | Participation         | 60,027 | 77,4 | +4.6 |
|               | Conservateur maintien | Conservateur maintien | Swing  | -2.7 |      |